# Alosa vistonica
Alosa vistonica és una espècie de peix de la família dels clupeids i de l'ordre dels clupeïformes.

## Distribució geogràfica
Es troba a Europa: llac Vistonis (Grècia)

## Estat de conservació
Les seues principals amenaces són la destrucció del seu hàbitat i la contaminació del llac Vistonis produïda per les aigües residuals de la veïna ciutat de Xanthi. A més, l'extracció d'aigua dels seus afluents és un problema afegit car pot incrementar la salinitat del llac.